# Don Ohl
Donald Jay Ohl (ur. 18 kwietnia 1936 w Murphysboro, zm. 2 grudnia 2024 w Saint Louis) – amerykański koszykarz, obrońca, uczestnik spotkań gwiazd NBA.

## Osiągnięcia
AAU
- Mistrz AAU (1960)[3]
- Zaliczony do składu AAU All-American (1960)[3]
- Wybrany do składu NIBL All-Stars (1959)[3]

NBA
- 5-krotny uczestnik NBA All-Star Game (1963–1967)[2]